# Planeta wewnętrzna
Planeta wewnętrzna – planeta, której orbita leży w wewnętrznym obszarze rozpatrywanego systemu planetarnego. W Układzie Słonecznym jako granicę części "wewnętrznej" i "zewnętrznej" uznano pas planetoid. Planetami wewnętrznymi są więc wszystkie planety skaliste: Merkury, Wenus, Ziemia i Mars.
Gazowe olbrzymy Układu Słonecznego znajdują się poza obrębem pasa planetoid, są więc planetami zewnętrznymi.
W porównaniu z planetami należącymi do planet zewnętrznych, cztery planety najbliżej Słońca - położone blisko siebie Merkury, Wenus, Ziemia i Mars- są małe i bardzo gęste. Mają one niską temperaturę i krążą wokół Słońca. Planety te nie emitują światła jak Księżyc, odbijający światło słoneczne. Grawitacja nadała im powierzchnię kulistą. 
Wszystkie planety wewnętrzne mają atmosferę, chociaż Merkury prawie jej nie ma. Są również planetami bogatymi w skały, z których każda ma w swojej skorupie płyn zawierający minerały podobne do składu Ziemi. Dlatego planety wewnętrzne są często nazywane planetami ziemskimi.